# La Chapelle-Saint-Fray
Pour les articles homonymes, voir La Chapelle et Fray (homonymie).
La Chapelle-Saint-Fray est une commune française, située dans le département de la Sarthe en région Pays de la Loire, peuplée de 421 habitants (les Capellofrayens).
La commune fait partie de la province historique du Maine, et se situe dans la Champagne mancelle.

## Géographie
La Chapelle-Saint-Fray est située à 15 km au nord-ouest du Mans.

### Communes limitrophes
|                       | Sainte-Sabine-sur-Longève |            |
| Domfront-en-Champagne | La Chapelle-Saint-Fray    | La Bazoge  |
|                       |                           | La Milesse |

### Climat
Pour des articles plus généraux, voir Climat des Pays de la Loire et Climat de la Sarthe.
En 2010, le climat de la commune est de type climat océanique dégradé des plaines du Centre et du Nord, selon une étude du CNRS s'appuyant sur une série de données couvrant la période 1971-2000. En 2020, Météo-France publie une typologie des climats de la France métropolitaine dans laquelle la commune est dans une zone de transition entre le climat océanique et le climat océanique altéré et est dans la région climatique  Moyenne vallée de la Loire, caractérisée par une bonne insolation (1 850 h/an) et un été peu pluvieux. 
Pour la période 1971-2000, la température annuelle moyenne est de 10,9 °C, avec une amplitude thermique annuelle de 14,2 °C. Le cumul annuel moyen de précipitations est de 756 mm, avec 12,1 jours de précipitations en janvier et 7,2 jours en juillet. Pour la période 1991-2020, la température moyenne annuelle observée sur la station météorologique de Météo-France la plus proche, sur la commune du Mans à 15 km à vol d'oiseau, est de 12,4 °C et le cumul annuel moyen de précipitations est de 693,4 mm,. Pour l'avenir, les paramètres climatiques de la commune estimés pour 2050 selon différents scénarios d'émission de gaz à effet de serre sont consultables sur un site dédié publié par Météo-France en novembre 2022.

## Urbanisme

### Typologie
Au 1er janvier 2024, La Chapelle-Saint-Fray est catégorisée commune rurale à habitat dispersé, selon la nouvelle grille communale de densité à sept niveaux définie par l'Insee en 2022.
Elle est située hors unité urbaine. Par ailleurs la commune fait partie de l'aire d'attraction du Mans, dont elle est une commune de la couronne,. Cette aire, qui regroupe 144 communes, est catégorisée dans les aires de 200 000 à moins de 700 000 habitants,.

### Occupation des sols
L'occupation des sols de la commune, telle qu'elle ressort de la base de données européenne d’occupation biophysique des sols Corine Land Cover (CLC), est marquée par l'importance des territoires agricoles (70,9 % en 2018), une proportion identique à celle de 1990 (70,9 %). La répartition détaillée en 2018 est la suivante : 
zones agricoles hétérogènes (30,5 %), forêts (29,1 %), prairies (28,3 %), terres arables (12,2 %). L'évolution de l’occupation des sols de la commune et de ses infrastructures peut être observée sur les différentes représentations cartographiques du territoire : la carte de Cassini (XVIIIe siècle), la carte d'état-major (1820-1866) et les cartes ou photos aériennes de l'IGN pour la période actuelle (1950 à aujourd'hui).

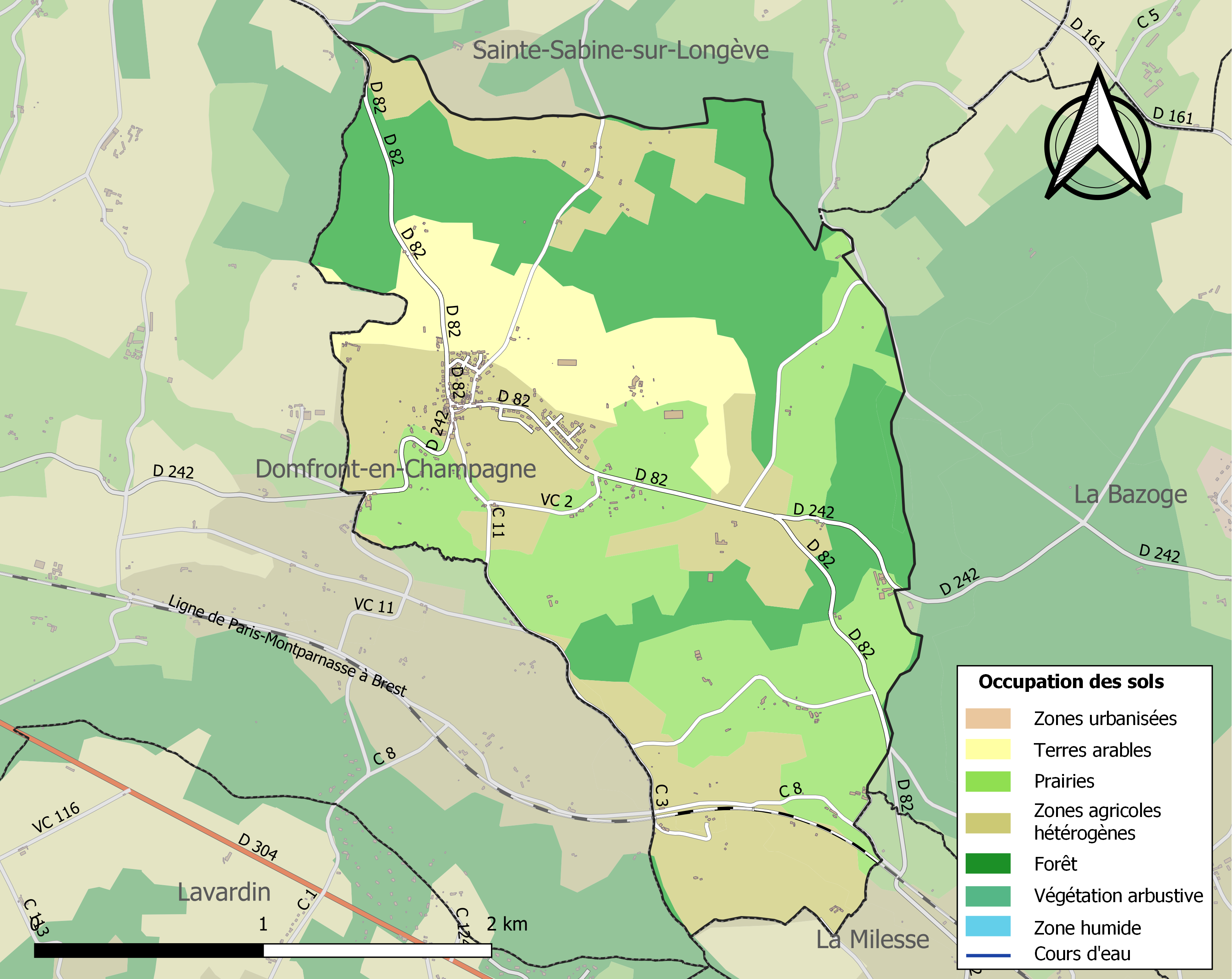
Carte des infrastructures et de l'occupation des sols de la commune en 2018 (CLC).

## Politique et administration
| Période                                  | Période   | Identité                  | Étiquette | Qualité           |
| ---------------------------------------- | --------- | ------------------------- | --------- | ----------------- |
| 1971                                     | mars 1995 | Albert Letourneau         |           | Agriculteur       |
| mars 1995                                | mars 2000 | Guy Rudeau                |           |                   |
| mars 2000                                | mars 2001 | Jacques Mariot            |           |                   |
| mars 2001                                | mars 2008 | Françoise Herry-Deschaume |           |                   |
| mars 2008                                | En cours  | Sonia Moinet              | SE        | Agent hospitalier |
| Les données manquantes sont à compléter. |           |                           |           |                   |

## Démographie
L'évolution du nombre d'habitants est connue à travers les recensements de la population effectués dans la commune depuis 1793. Pour les communes de moins de 10 000 habitants, une enquête de recensement portant sur toute la population est réalisée tous les cinq ans, les populations de référence des années intermédiaires étant quant à elles estimées par interpolation ou extrapolation. Pour la commune, le premier recensement exhaustif entrant dans le cadre du nouveau dispositif a été réalisé en 2008.
En 2022, la commune comptait 421 habitants, en évolution de −7,27 % par rapport à 2016 (Sarthe : −0,25 %, France hors Mayotte : +2,11 %).
| 1793 | 1800 | 1806 | 1821 | 1831 | 1836 | 1841 | 1846 | 1851 |
| ---- | ---- | ---- | ---- | ---- | ---- | ---- | ---- | ---- |
| 400  | 425  | 435  | 441  | 531  | 516  | 503  | 512  | 493  |

| 1856 | 1861 | 1866 | 1872 | 1876 | 1881 | 1886 | 1891 | 1896 |
| ---- | ---- | ---- | ---- | ---- | ---- | ---- | ---- | ---- |
| 506  | 514  | 470  | 426  | 463  | 365  | 381  | 378  | 381  |

| 1901 | 1906 | 1911 | 1921 | 1926 | 1931 | 1936 | 1946 | 1954 |
| ---- | ---- | ---- | ---- | ---- | ---- | ---- | ---- | ---- |
| 384  | 382  | 352  | 297  | 295  | 271  | 236  | 215  | 237  |

| 1962 | 1968 | 1975 | 1982 | 1990 | 1999 | 2006 | 2008 | 2013 |
| ---- | ---- | ---- | ---- | ---- | ---- | ---- | ---- | ---- |
| 268  | 238  | 174  | 241  | 330  | 364  | 384  | 391  | 469  |

| 2018 | 2022 | - | - | - | - | - | - | - |
| ---- | ---- | - | - | - | - | - | - | - |
| 427  | 421  | - | - | - | - | - | - | - |

## Lieux et monuments
- Moulin de l'Essart .
- Ruines gallo-romaines.

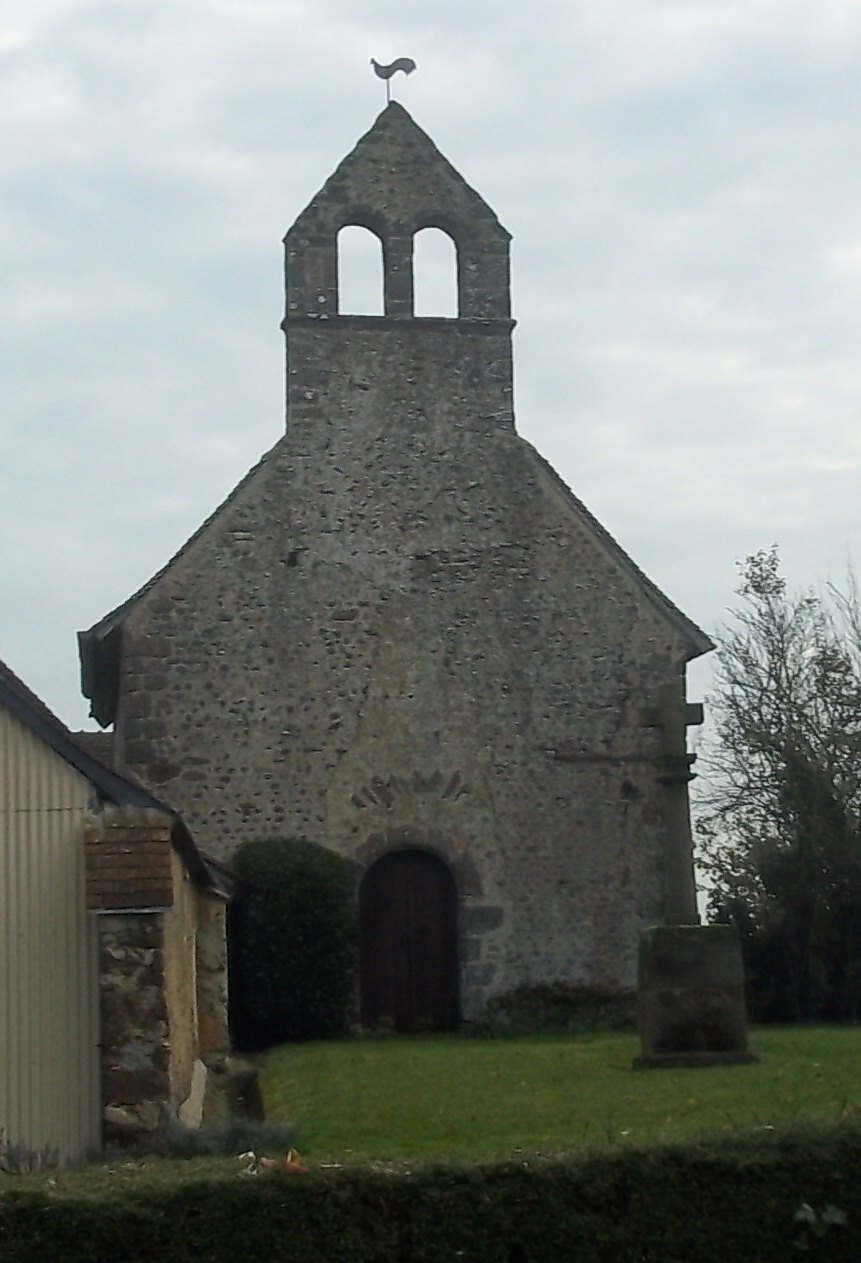
La chapelle de Poché.

- Balades en forêt (sentiers, points de vue).
- Église Saint-Mamert.

## Activité et manifestations
- Feu de la Saint-Jean, le premier week-end d'été.
- Vide-greniers.
- Randonnées pédestres tous les troisièmes dimanches de chaque mois (sauf juillet, août et décembre).
- Rallye pédestre, le deuxième week-end de septembre.

## Héraldique
| Blason de La Chapelle-Saint-Fray | Blason  | Parti:de sable à une chapelle d'or, et d'azur à saint Mamert d'argent; le tout au chef d'argent chargé de trois coquilles de gueules. |
| Blason de La Chapelle-Saint-Fray | Détails | Auteur JF Binon. Sur le site 2023. |